# ناتاليا كويفاس
ناتاليا كويفاس (بالإسبانية: Natalia Cuevas)‏ هي مغنية ومنتحلة الشخصية تشيلية، ولدت في 18 مارس 1966 في سانتياغو في تشيلي.

## وصلات خارجية
- ناتاليا كويفاس على موقع IMDb (الإنجليزية)
- ناتاليا كويفاس على موقع قاعدة بيانات الفيلم (الإنجليزية)